# Internazionale F.C. Torino
Câu lạc bộ bóng đá Internazionale Torino thường được gọi là Internazionale Torino là một câu lạc bộ bóng đá Ý từ Torino. Câu lạc bộ được thành lập bởi một vụ sáp nhập vào năm 1891 và là câu lạc bộ thứ ba của Ý dành riêng cho bóng đá. Câu lạc bộ giải thể năm 1900 sau khi sáp nhập với Câu lạc bộ bóng đá Torinese.